# Jean Pierre Philippe Trottet
Jean Pierre Philippe Trottet, född den 12 december 1818 i La Tour-de-Peilz (kantonen Vaud), död den 30 augusti 1862 i Genève, var en schweizisk predikant, teologisk och religionsfilosofisk författare.
Trottet, som var son till en vinodlare, biträdde i sin ungdom fadern i dennes arbete och började sent sina akademiska studier (i Lausanne). År 1851 lät han prästviga sig inom frikyrkan i Genève, höll religionshistoriska föreläsningar i denna stad, utgav sitt första arbete (De la question sociale), tjänstgjorde någon tid vid normalskolan i Courbevoie (nära Paris) och antog 1852 kallelsen som pastor vid Franska reformerta kyrkan i Stockholm. Trottet förvärvade i Sverige många vänner och utövade ett inflytande, som sträckte sig långt utom hans lilla församling, bland annat genom att kasta sig in i den då pågående religiösa rörelsen, till vars förmån han yttrade sig även i utländska tidskrifter. 
Med hänsyn till sin kyrkliga riktning anslöt han sig närmast till Alexandre Vinet. Som probersten för religiös sanning betraktade han inte förnuftet i allmänhet, utan den pånyttföddes förnuftiga samvete, vilket med fortskridandet i helgelse blir alltmera konkret. Även i den gudomliga uppenbarelsen, som alltid lämpat sig efter människornas fattningsförmåga, skönjde han olika utvecklingsstadier. Redan i Gamla testamentet fortskrider uppenbarelsen från en rent yttre till en alltmera inre och personlig. Hunnen till sitt högsta stadium, är den inte mer en lag eller lära, utan en person, Kristus. 
Även i tillägnandet av denna Guds högsta uppenbarelse ter sig olika utvecklingsskeden, som alla funnit sitt uttryck i Nya testamentets skrifter. I den judisk-kristna (petrinska) riktningen framstår nämligen evangelium som en ny lag; i den hednakristna (paulinska) riktningen ligger tonvikten på tron, i den johanneiska på kärleken. I sina i Stockholm hållna, sedermera i bokform utgivna, föreläsningar, Les grands jours de l'église apostolique (svensk översättning "Den apostoliska kyrkans stora dagar", 1857), skildrade Trottet dessa urkristendomens tre stadier och uppvisade deras betydelse för kristna kyrkans historiska utveckling, i det att den romerska katolicismen reproducerar i stort den petrinska kristendomen och protestantismen den paulinska, medan förverkligandet av den johanneiska kyrkan - kärlekens kyrka - ännu tillhör framtiden. 
Trottets predikningar, av vilka ett urval utkom under namnet Discours évangéliques (1853; "Evangeliska tal", 1855), verkade i hög grad sympatiskt på många, men indrog honom även stundom i polemik med den reformerta ortodoxins förkämpar, i synnerhet genom hans starka betonande av möjligheten av en frälsning efter döden. Sina åsikter om inspirationens och uppenbarelsens progressiva natur utvecklade Trottet i föredragen "Om myndigheten och om ingifvelsen i den heliga skrift" (1855) och "Om sanningen inom sanningen" (1856), bägge först införda i "Revue de théologie" (Strassburg), sin åsikt om dopet i föredraget Den heliga andas döpelse (1855) och sin uppfattning om den då i Sverige pågående religiösa rörelsen i bland annat La crise religieuse en Suède (i "Revue des deux mondes" och "Revue chrétienne", 1858-1859 och 1861). 
År 1858 antog Trottet en kallelse till pastor vid den vallonska församlingen i Haag. Även i Nederländerna råkade han i bittra meningsstrider med den ortodoxa riktningens målsmän, särskilt med Guillaume Groen van Prinsterer. Dessa stridigheter föranledde honom slutligen att lämna sin befattning (Pourquoi je prends congé de l'église wallonne de La Haye, 1861). Han bosatte sig i Genève och ägnade sig uteslutande åt att utarbeta Le génie des civilisations, varav endast de två första banden hann utkomma (1862). Trottet var gift först med biskop Anders Carlsson af Kullbergs dotter Aurora Johanna (död i kolera den 5 oktober 1858, kort före Trottets avresa från Stockholm), sedermera med en holländsk änka.